# 山都町立潤徳小学校
山都町立潤徳小学校（やまとちょうりつ じゅんとくしょうがっこう）は、かつて熊本県上益城郡山都町入佐にあった公立小学校。

## 概要
下名連石小学校、御所小学校、御岳西部小学校が合併して潤徳小学校になる。御岳西部小学校の校舎を流用した。校区が比較的広範囲かつ山間部のため、遠距離の地区の児童は、山都町コミュニティバスを利用して通学していた。児童数が年々減少傾向にあり、2024年度を以て山都町立矢部小学校への統合、閉校が町議会で可決された。2024年3月末日を以て閉校。

## 沿革
- 2005年（平成17年）3月31日 - 合併元の下名連石小学校、御所小学校、御岳西部小学校が閉校
- 2005年（平成17年）4月1日 - 3校が合併し、山都町立潤徳小学校開校[1]
- 2024年（令和6年）3月31日 - 児童数減少に伴い、山都町立矢部小学校に統合、この日を以て閉校

## 交通
熊本バス「畑」バス停より徒歩5分。
正門前ロータリーに、山都町コミュニティバスの潤徳小バス停が存在する。

## 学校行事
- 田植え - 6月
- 運動会 - 9月
- 稲刈り - 10月
- 持久走大会 - 11月
- 学習発表会 - 12月

## 委員会活動
- 児童会運営委員会
- 環境委員会
- 保健委員会
- 体育委員会
- メディア委員会

## 通学区域
- 山都町入佐
- 山都町下名連石
- 山都町御所
- 山都町黒川

現在は、山都町内に在住しているならば、校区を問わず通学可能となっていた。

## 進学先中学校
- 山都町立矢部中学校[2]